# Robert H. Solo
Robert H. Solo (Waterbury (Connecticut), 4 de diciembre de 1932 – 27 de agosto de 2018) fue un productor de cine estadounidense. Fue el productor de películas como La invasión de los ultracuerpos (Body Snatchers) (1978), Bad Boys (1983), Colors (1988), Body Snatchers (1993) y Las cosas que nunca mueren (Blue Sky) (1994).

## Filmografía
| Año  | Título en español               | Título original                | Cargo               |
| ---- | ------------------------------- | ------------------------------ | ------------------- |
| 1970 | [Muchas gracias, Mr. Scrooge    | Scrooge                        |                     |
| 1971 | Los demonios                    | The Devils                     |                     |
| 1978 | La invasión de los ultracuerpos | Invasion of the Body Snatchers |                     |
| 1980 | El despertar                    | The Awakening                  |                     |
| 1982 | Yo, el jurado                   | I, the Jury                    |                     |
| 1983 | Bad Boys                        | Bad Boys                       |                     |
| 1988 | Por encima de la ley            | Above the Law                  | Productor ejecutivo |
| 1988 | Colors                          |                                |                     |
| 1989 | Decisión trágica                | Winter People                  |                     |
| 1993 | Body Snatchers                  | Body Snatchers                 |                     |
| 1994 | Coche 54 ¿dónde estás?          | Car 54, Where Are You?         |                     |
| 1994 | Las cosas que nunca mueren      | Blue Sky                       |                     |